# Clifford Stoll
Clifford Paul Stoll (Buffalo, 4 juni 1950), ook Cliff Stoll genoemd, is een Amerikaans astronoom, computer systeembeheerder en auteur. Hij behaalde zijn Ph.D. aan de Universiteit van Arizona in 1980.
Hij is schrijver van drie boeken alsmede van een aantal artikelen in niet-gespecialiseerde pers (bijvoorbeeld over de Curta calculator in Scientific American.
Als astronoom is hij werkzaam bij het Smithsonian Astrophysical Observatory.
Terwijl hij werkzaam was bij het Lawrence Berkeley National Laboratory in Californië, hielp hij bij de opsporing van de computerkraker Markus Hess, tevens het onderwerp van het boek The Cuckoo's Egg. Dit boek kent een tegenhanger in de vorm van een film 23 - Nichts ist so wie es scheint, waarin het verhaal verteld wordt vanuit het perspectief van de computerkraker. Tevens heeft hij verscheidene bijdragen geleverd aan het MSNBC televisieprogramma The Site
In het in 1995 verschenen boek Silicon Snake Oil noemt Stoll de mogelijkheid van e-commerce "onzin" ("baloney"). Vandaag de dag verkoopt hij kleinflessen op het web.
Hij brengt tegenwoordig zijn dagen voornamelijk door als "thuis-blijf-vader" en hij onderricht achtste klassers natuurkunde aan de Tehiyah Day School in El Cerrito in Californië.